# من هشتمین آن هفت نفرم
من هشتمین آن هفت نفرم داستانی فارسی در حوزهٔ کودک و نوجوان نوشتهٔ عرفان نظر اهاری است که در سال ۱۳۸۶ منتشر شد. این کتاب به‌عنوان کتاب سال شورای کتاب کودک برگزیده شد.